# Ermita de la Virgen del Pilar (Casas de Bárcena)
La ermita de la Virgen del Pilar es un edificio religioso situado en la pedanía de Casas de Bárcena, perteneciente al distrito de Poblados del Norte del municipio de Valencia. 

## Historia
La cronología de la ermita pertenece al siglo XVII, dato basado en algunas características peculiares de su arquitectura, aunque se cree que su origen podría datar del siglo XVIII. Hasta el año 1902 dependía de la parroquia de Foyos, momento en el cual pasó a depender eclesiásticamente de la parroquia de Bonrepós. Atendiendo a la advocación de la Virgen del Pilar, las fiestas se celebran entre el 9 y el 12 de octubre.

## Descripción
La ermita estaba situada en un entorno completamente rural, aunque con la peculiaridad de encontrarse construida al lado del antiguo camino real de Morvedre, conocido como la carretera vieja de Barcelona, en la segunda mitad del siglo XX. Esta era la principal vía de comunicación histórica de la Huerta Norte, un lugar de paso. Actualmente ha quedado en un entorno semiurbano, con campos de cultivo aún al norte y con edificaciones arquitectónicas.
La ermita, dedicada a la advocación de la Virgen del Pilar, es un edificio compacto formado por un cuerpo principal y otro adosado en su lateral sur. El cuerpo principal, la propia ermita, es un edificio de una sola nave, sin contrafuertes en el exterior y con cubierta a dos aguas. En su parte izquierda tiene adosada la casa de la ermita. Tiene planta rectangular, con unas dimensiones de 16 x 7,80 metros y una fachada principal que da a la carretera. Se encuentra construida en ladrillo y estucada por fuera, toda ella blanqueada. En la fachada se incluye una puerta central al volumen principal, una puerta adintelada rectangular, sobre la cual se presenta una hornacina con la imagen de la Virgen del Pilar, flanqueada por dos farolillos. Un panel cerámico lateral y una gran ventana se encuentran situados sobre el ámbito del propio frontón, cubierta de vidrios coloreados. Sobre ella, un reloj de sol en forma cuadrangular y, rematando la fachada, una espadaña con su campanilla.
En su interior, la nave se caracteriza por una bóveda de cañón con arcos de medio punto sostenidos por columnas adosadas al muro y con capiteles corintios. Un elemento peculiar es que, delante de la puerta principal, se conserva el pozo y su abrevadero para las caballerías. El cuerpo lateral, posiblemente la casa ermitana y sacristía, es una portada adosada que prolonga unos faldones de la cubierta.

## Campana
La campana de la Mare de Déu está compuesta por asas simples; en el tercio también se encuentra un cordón, seguido de la inscripción: «SOI DE VIRQEN DE PILAR LAS». Por motivos de espacio, el texto queda cortado y continúa después de los dos cordones que delimitan la inscripción: «QASAS DE BARCERA». Correctamente escrito sería: «Soy la Virgen del Pilar de las Casas de Bárcena». A esta le sigue, en el medio, una cruz de calvario, y en su base, el año de la fundición: 1790. También en el medio encontramos una imagen de Santa Bárbara y la Virgen María del Pilar con cuatro estrellas. Finalmente, presenta cuatro cordones en el centro de la base y dos más en la base de la campana.

## Celebración fiestas patronales
Las fiestas patronales de la pedanía valenciana de Cases de Bárcena se celebran anualmente los días 11 y 12 de octubre en honor a la Virgen del Pilar. Durante esos días, la localidad organiza diversos actos religiosos y festivos para rendir homenaje a su patrona. El día 11 tiene lugar la tradicional procesión conocida como la 'pasà'. La procesión va acompañada por la banda musical, y finaliza con el disparo de un castillo de fuegos artificiales. El día 12 de octubre, coincidiendo con el día de la Virgen del Pilar, se celebra la 'despertà', que consiste en un pasacalle ruidoso para despertar a los vecinos y animarlos a participar en la misa en honor a la Virgen. Más tarde, se dispara la 'mascletà', otro de los elementos destacados de la festividad. Una festividad que pone de manifiesto la expresión cultural y religiosa de los habitantes de Casas de Bárcena y sus alrededores.